# Henri Belletable

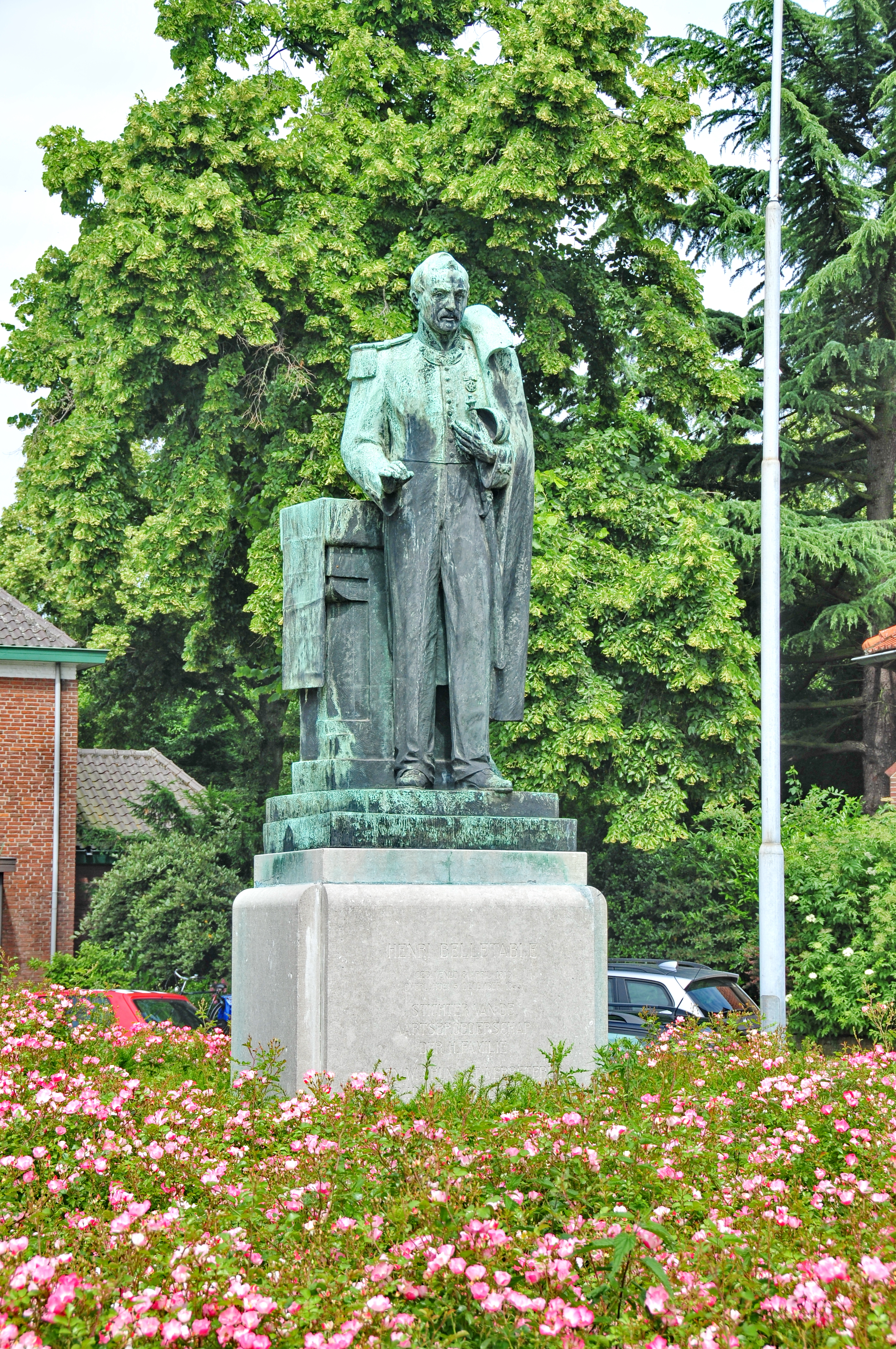
Henri Belletable, standbeeld in Venlo

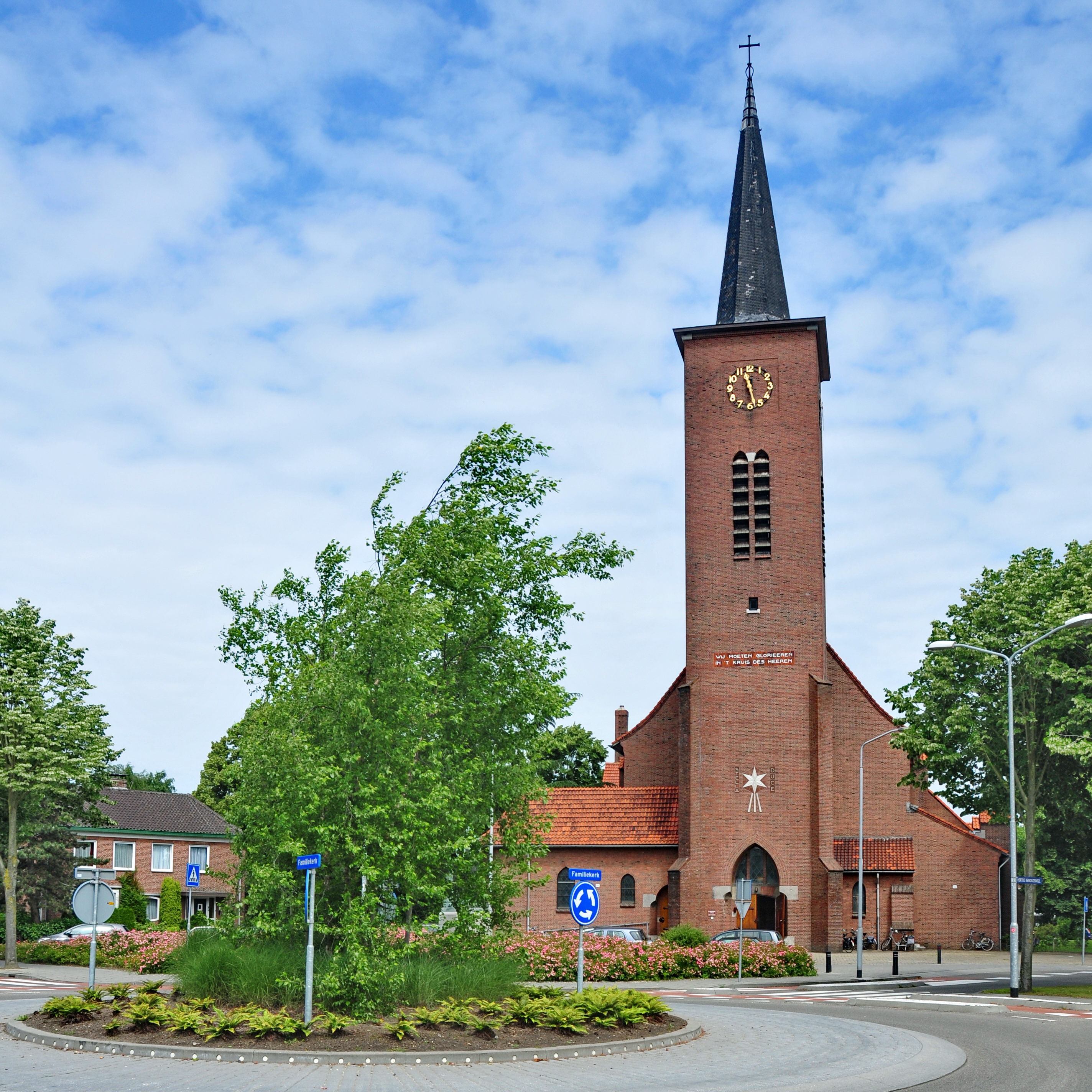
Kerk in Venlo aan de Belletablestraat

Henri Hubert Belletable (Venlo, 8 april 1813 – Hoei, 5 december 1855) was een Nederlands soldaat, een Belgisch officier alsook oprichter van de Aartsbroederschap van de Heilige Familie in Luik, België.

## Geschiedenis

### Militaire loopbaan
Belletable werd geboren in Venlo, gelegen in de provincie Limburg in het Verenigd Koninkrijk der Nederlanden. Zijn vader en oudste broer stierven in Nederlands-Indië zodat zijn moeder de opvoeding van de zeven kinderen verzorgde. 
Belletable, vijftien jaar oud, werd naar het leger gestuurd in 1827. Hij werd infanterist in Maastricht, onder het commando van Nicolas Joseph Daine. Na de revolutie in België, einde 1830, werden er soldaten van Daine naar huis gestuurd. Zo keerde hij naar zijn moeder in Venlo terug. 
Een jaar later keerde Belletable terug naar het leger, ditmaal bij de genietroepen in Luik (1831). Hij kreeg de graad van sergeant-majoor. Op het moment van de Tiendaagse Veldtocht was hij gekazerneerd in het Neerlandpark nabij Wilrijk doch hij trok naar Luik om er de Nederlanders te bevechten (1831). De veldtocht eindigde na tien dagen. 
In 1837 werd Belletable bevorderd tot officier van de genie, met de graad van onderluitenant. Zijn verdere carrière verliep bij de genietroepen in Luik, waarbij hij al eens naar andere kazernes gestuurd werd, zoals naar Antwerpen (1837; 1842) en Beverlo (1838). Als een van de weinige katholieke soldaten in Luik, maakt hij kennis met de Roomse geestelijkheid aldaar. Hij leerde er Frans Boermans uit Venlo kennen, de latere bisschop van Roermond, alsook de redemptorist Victor Dechamps, de latere kardinaal-aartsbisschop van Mechelen-Brussel. In 1843 huwde Belletable met Elisabeth Stassart uit Luik; bij latere missies voor het leger, verhuisde het hele gezin met hem mee.
Van 1844 tot 1848 verbleef Belletable aan de Koninklijke Militaire School in Brussel. Er volgde een bevordering tot kapitein in 1852, gevolgd tot een overplaatsing naar de genietroepen in Bergen. Vervolgens ging hij naar de genie in Namen (1853) en Gent (1854-1855).
In 1855 werd hij benoemd tot commandant van de vesting Hoei, op zijn vraag, doch stierf later dat jaar aan een hartkwaal. Op het kerkhof van Hoei werd een marmeren buste opgericht die herinnert aan zijn militaire carrière en de stichting van de Broederschap der Heilige Familie. 

### Broederschap
Hij was katholiek gelovig, en ten tijde van de industriële revolutie, leidde zijn christelijke toewijding tot de oprichting van een lekenbroederschap te Luik in 1844. Doel van deze broederschap was het terugbrengen van de harmonie in gezinnen, beteugeling van drankmisbruik en betere werkomstandigheden van de arbeiders in de industrie. De twee medestichters waren Charles Haegen en Gilles Jongen. Al na drie jaar volgde middels een pauselijk decreet de verheffing tot aartsbroederschap.
In Venlo werd in 1854 een Broederschap van de Heilige Familie opgericht, die over een noodkerk beschikte in de oostelijke bantuin. Deze kerk werd aan het begin van de 20e eeuw afgebroken, waarna in 1939 een volwaardige kerk werd gebouwd. Voor deze kerk, aan de huidige Belletablestraat, staat ook een standbeeld van Belletable.